# Xã Castle, Quận McPherson, Kansas
Xã Castle (tiếng Anh: Castle Township) là một xã thuộc quận McPherson, tiểu bang Kansas, Hoa Kỳ. Năm 2010, dân số của xã này là 202 người.